# Kungariket Ndongo
Kungariket Ndongo var ett historiskt kungarike i centrala Afrika i nuvarande Angola. Landets centrum låg mellan floderna Kwanza och Lucala öster om den portugisiska hamnstaden Luanda. Ndongo var en vasallstat till Kongoriket.

## Historia
Ndongoriket bildades omkring 1450 och blev ett vasallrike under Kongoriket. Den portugisiske sjöfararen Diogo Cão fick kontakt med Ndongoriket omkring 1485. Invånarna tillhörde mbundufolket, var jordbrukare och var kända för sitt hantverk (bland annat järnhantverk).
Omkring år 1556 skickade kungen ett sändebud till Portugal och bad om militär hjälp för att bli självständig från Kongoriket.

### Krig mot Portugal
Från 1520 hade Portugal konflikter med Ndongoriket och dessa blev allvarligare när de började bygga en fästning på fastlandet. Men Novais ville samarbeta med kungen av Ndongo, som hotades av imbangalakrigare. Novais lånade därför ut soldater som deltog i försvaret av Ndongo.
År 1579 marscherade Novais med sina soldater in i Kwanzaflodens dalgång. Syftet var att undersöka ett rykte om att det fanns silvergruvor i bergen i inlandet. Men kungen uppfattade detta som en krigsförklaring, vilket ledde till ett långvarigt krig mellan Portugal och Ndongo.
De följande åren erövrade portugiserna flera områden i västra Ndongo genom att alliera sig med Muxima och andra riken som var missnöjda med kungen i Ndongo. Provinserna Lamba och Kisama erövrades och portugiserna byggde Massanganus fästning vid Lucalas tillopp i Kwanzafloden.
Efter Novais död 1589 försökte efterträdaren Luis Serrão erövra Ndongos huvudstad Kabasa. Men då hade Ndongo allierat sig med Matambariket i öster och kunde besegra de portugisiska trupperna.
År 1617 utsågs Vasconcelos till guvernör i Angola. Kriget mot Ndongo återupptogs och med hjälp av imbangala invaderades Ndongos huvudstad. Kungen flydde och tusentals invånare blev krigsfångar och exporterades från Luanda som slavar.
Nästa guvernör, João Correia de Sousa, ville skapa fred med Ndongo och Ngola Mbandi sände sin syster Nzinga som fredsambassadör till Luanda. Efter Ngola Mbandis död 1624 blev Nzinga drottning av Ndongo. 
Portugiserna erkände inte henne, bröt fredsavtalet och stödde Ngola Hari. Inbördeskrig bröt ut och Hari utropades till kung 1626 och tog sig namnet Felipe I de Sousa. Han hade sin bas vid Pungo Adongo nära Kalandula Falls i provinsen Malanje.
Nzinga drog österut och erövrade Matambiriket med hjälp av imbalakrigare och hon utropades till drottning av Matamba. När den holländske amiralen Cornelis Jol erövrade Luanda 1641 ställde Nzinga sina soldater till holländarnas förfogande.

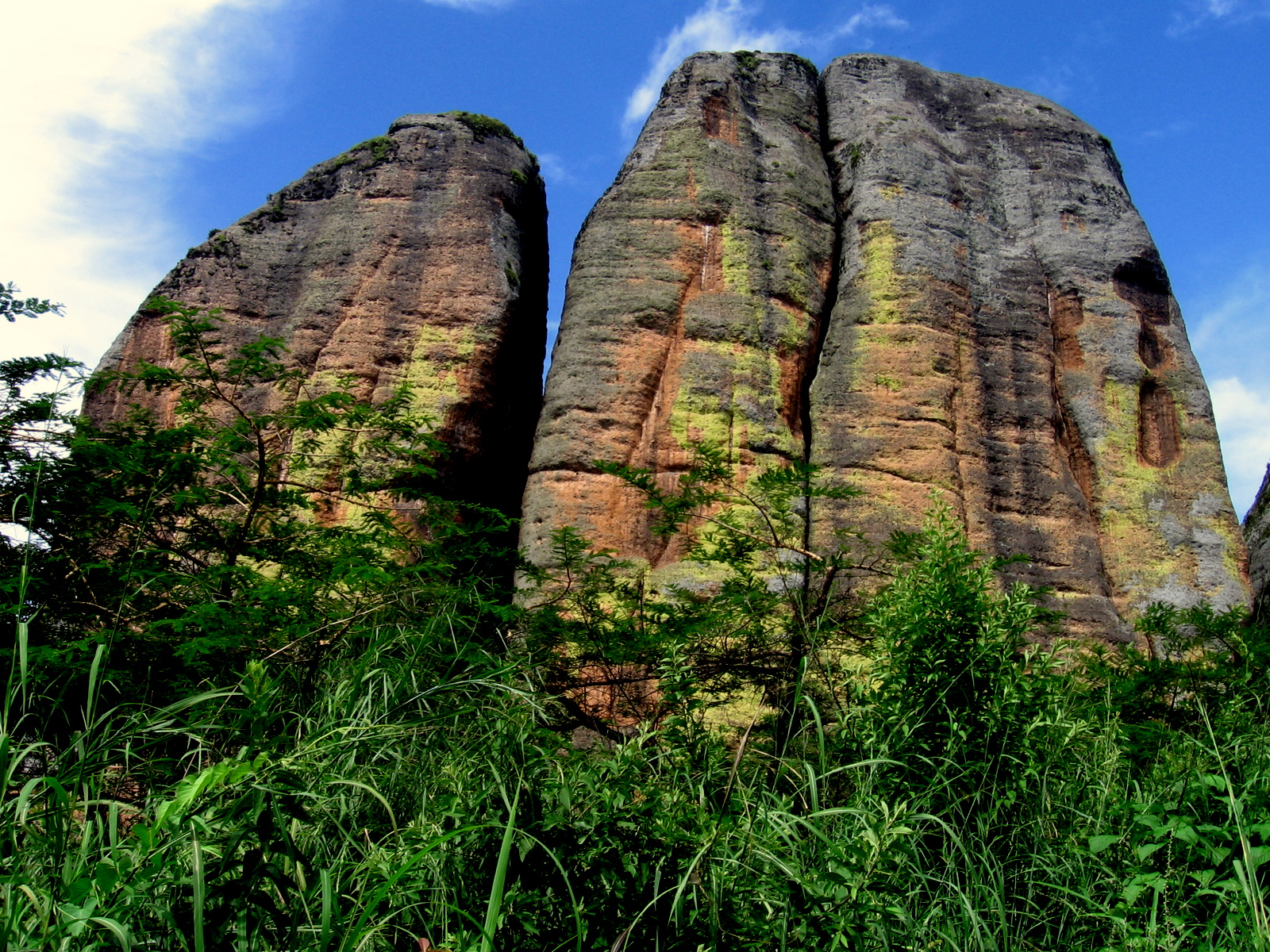
De imponerande "Svarta stenarna" vid Pungo Adongo.
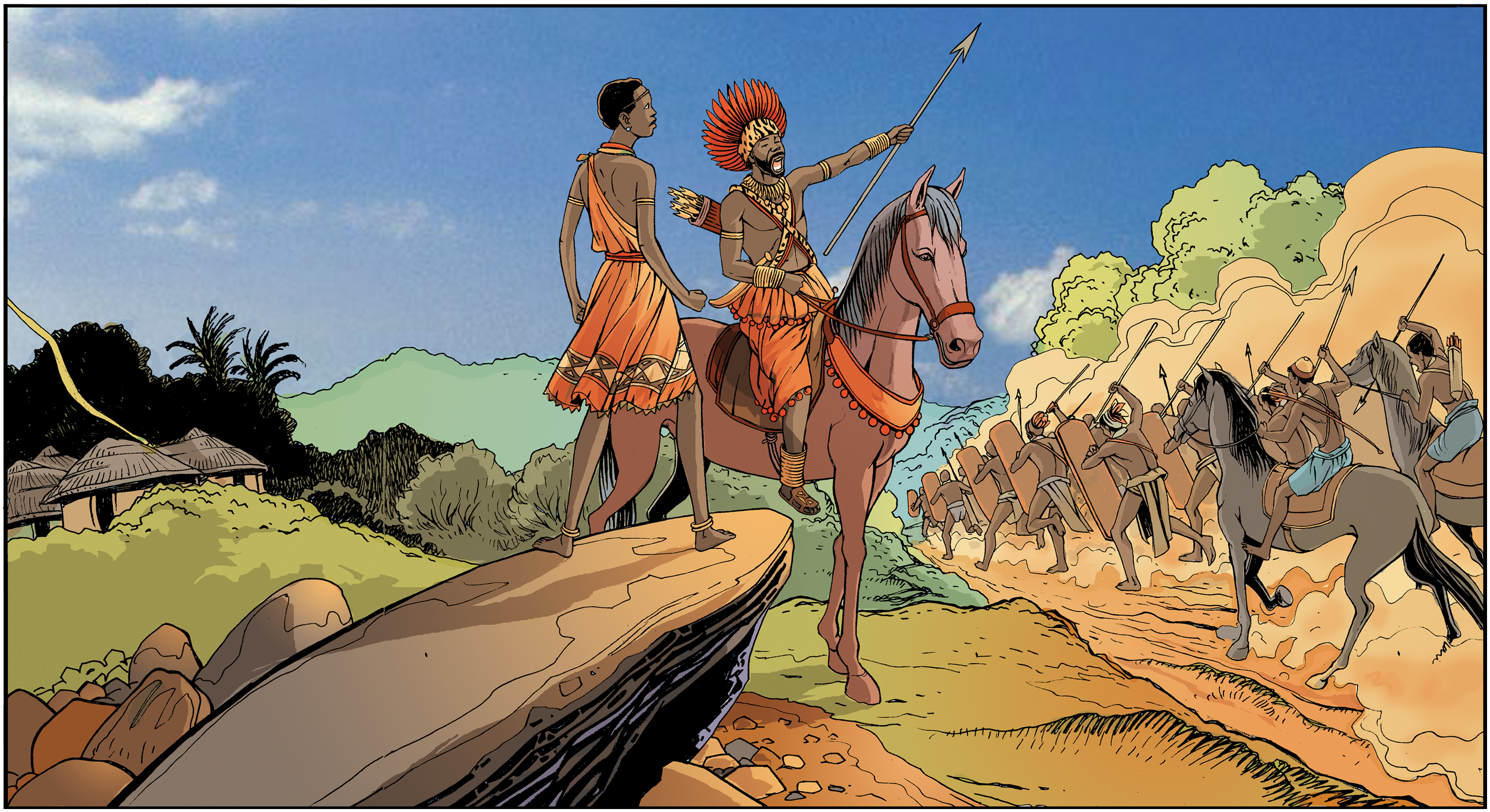
Nzinga Mbandi, drottning av Ndongo och Matamba.